# Porotrichum obliquifolium
Porotrichum obliquifolium là một loài rêu trong họ Neckeraceae. Loài này được (Hornsch.) Ochyra mô tả khoa học đầu tiên năm 2011.